# اوچیخوو (استان لهستان بزرگ‌تر)
اوچیخوو (به لهستانی:  Uciechów) یک روستا در لهستان است که در گمینا اودولانوو واقع شده‌است. اوچیخوو ۱٬۰۲۵ نفر جمعیت دارد.